# KG Club
El KG Club (Karangahape Road Girls' Club o Kamp Girls' Club) fue un centro comunitario neozelandés que funcionó entre 1972 y 1985 en Auckland y que fue conocido como uno de los primeros clubes de lesbianas de Nueva Zelanda.

## Historia
Se fundó en 1972 por un grupo de mujeres entre las que se encontraba Raukura Hetet. Inicialmente era frecuentado por mujeres de clase trabajadora y del pueblo maorí, y estaba ubicado en 200 Karangahape Road en un edificio que anteriormente se utilizaba como peluquería. A pesar de ser una de las fundadoras, Hetet estaba en contra de la estricta política de "sólo mujeres" adoptada en ocasiones por el KG Club y su posterior exclusión de muchas de sus amigas queer que no eran mujeres.
En ese momento, las leyes de Nueva Zelanda impedían que las mujeres obtuvieran licencias para vender bebidas alcohólicas. Esto significó que gran parte de las ventas realizadas por el KG Club fuera ilegal y que las instalaciones fueran objeto de varias redadas policiales. La sede tuvo que mudarse varias veces debido a problemas financieros y de licencias para la venta de bebidas alcohólicas,  ubicándose en otros locales de Saint Kevin's Arcade, Beach Road y Albert Street.
Durante esos años existía una importante comunidad lesbiana en Auckland que no tenían un espacio donde reunirse, por lo que el KG Club se convirtió en un lugar de encuentro para feministas de clase media y lesbianas.
Estaba generalmente operado por voluntarias y organizaba una variedad de eventos y talleres comunitarios, como: formaciones para mujeres, bodas no oficiales, eventos de cine y música, así como debates sobre temas como el racismo, la crianza de los hijos y los problemas que enfrentaban los pueblos maoríes y del Pacífico.
Una redada en 1978 condujo al cierre del local ubicado en Beach Road. Las políticas de licencias restrictivas fueron parcialmente responsables de que el club estuviera a punto de la quiebra en 1979.  El club cerró en 1985.

## Reconocimientos
El Museo Charlotte Te Whare Takatāpuhi-Wāhine o Aotearoa, un museo de historia lésbica de Auckland, tomó el nombre de dos exmiembros del KG Club, Charlotte Prime y Charlotte Smith.